# Athyroglossa sulcata
Athyroglossa sulcata är en tvåvingeart som först beskrevs av Friedrich Georg Hendel 1930.  Athyroglossa sulcata ingår i släktet Athyroglossa och familjen vattenflugor.
Artens utbredningsområde är Bolivia. Inga underarter finns listade i Catalogue of Life.